# Eliane Plewman
Eliane Sophie Plewman (Marselha, 6 de dezembro de 1917 – Campo de concentração de Dachau, 13 de setembro de 1944), nascida Eliane Sophie Browne-Bartroli foi uma heroína da Segunda Guerra Mundial, espiã a serviço do Special Operations Executive (SOE) do Reino Unido. Foi também membro da resistência francesa, trabalhando na França ocupada pelos nazistas. Esteve envolvida em diversas operações de sabotagem, no entanto foi presa e torturada pela Gestapo, enviada para o campo de concentração de Dachau e posteriormente executada, junto de outras espiãs a serviço da Grã-Bretanha.

## Vida pessoal
Eliane nasceu em Marselha, em 1917 com o nome de Eliane Sophie Browne-Bartroli. Seu pai era um importante e bem-sucedido industrial inglês na França, Eugene Henry Browne-Bartroli. Sua mãe era espanhola, chamada Elisa Francesca Bartroli. Eliane cresceu e frequentou escolas tanto na Inglaterra quanto na Espanha, onde frequentou o Colégio Britânico, em Madri.
Assim que se formou na faculdade, Eliane se mudou para Leicester para trabalhar em uma companhia de importação e exportação de tecidos na Rua Albion, onde suas habilidades com o inglês, francês, espanhol e um pouco de português foram essenciais para o trabalho. 

## Segunda Guerra Mundial
Com a eclosão da Segunda Guerra em 1939, Eliane começou a trabalhar para o setor de imprensa da embaixada britânica em Madri e em Lisboa, até 1941. Em 1942, ela retornou à Grã-Bretanha, trabalhando para a imprensa espanhola junto ao Ministério da Informação. Em 28 de julho de 1942, ela se casou com Thomas Langford Plewman, de Lutterworth, que tinha sido recentemente comissionado como oficial da Artilharia Real. 

### Special Operations Executive
Por volta de fevereiro de 1943, ela ingressou no Special Operations Executive (SOE) em 25 de fevereiro entrou no treinamento para ser agente de campo. Assinou o acordo de confidencialidade em 29 de março e começou a treinar para a função em Wanborough Manor em maio. Apesar de ter baixa estatura e uma compleição frágil, Eliane teve o mesmo treinamento que os homens tinham, perto de Inverness, mostrando determinação e perseverança que impressionaram os instrutores. Ela aprendeu manejo de armas, combate corpo a corpo, técnicas de sabotagem, sobrevivência, segurança, orientação e comunicação via rádio. Sabia matar um inimigo com ou sem arma de fogo, como lidar com explosivos e detonadores, como sabotar linhas de trem e composições, como forjar uma nova identidade, como improvisar respostas para qualquer pergunta, como inventar um passado e uma história de fachada, incluindo um trabalho condizente com o falso perfil sem dar informações sobre si mesma ou cair em contradição. Seus testes psicológicos foram excelentes e ela surpreendeu seus oficiais superiores e colegas por sua determinação e resiliência.
Após duas tentativas fracassadas devido ao mau tempo, Eliane pulou de paraquedas, abaixo do radar alemão, em território francês na madrugada de 13 para 14 de agosto de 1943. Sua nova identidade era "Eliane Jacqueline Prunier" e seus pseudônimos eram "Gaby" e "Dean", às vezes "Madame Dupont". 
Eliane trabalhou com o capitão Charles Milne Skepper, identidade falsa "Henri Truchot", chefe da rede de informações que abrangia as áreas de Marselha, Roquebrune e Saint-Raphaël, que fornecia dados e linhas de comunicação para grupos de inteligência e de sabotadores. Seu irmão mais velho, Albert John Browne-Bartroli, também trabalhava como agente para o SOE em alguma parte da França e sobreviveu à guerra. 

## Captura e prisão

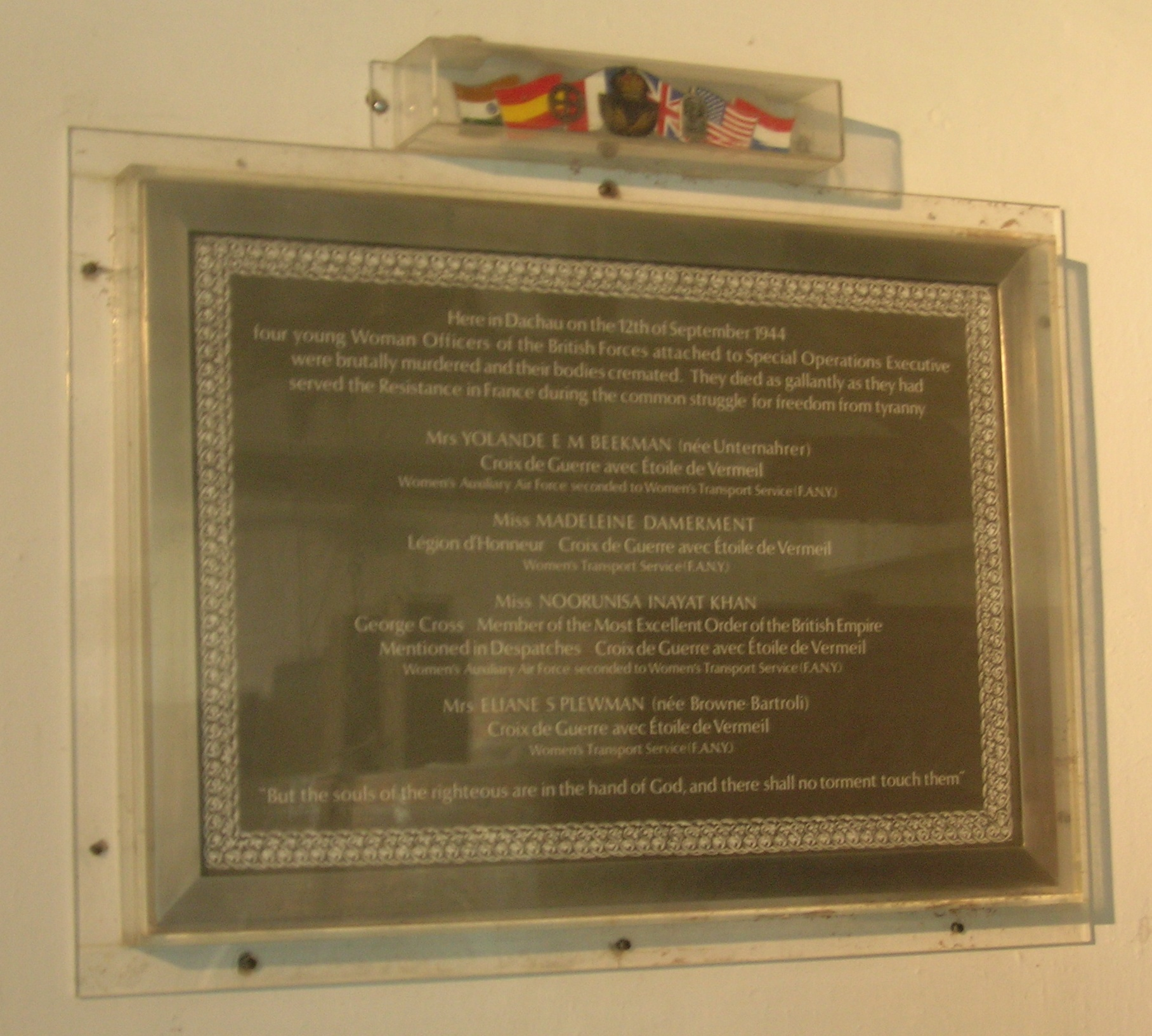
Memorial para Eliane Plewman e suas colegas mortas em Dachau

A rede de informações da qual Eliane fazia parte foi traída em março de 1944, onde ela foi presa. Por quatro semanas, foi interrogada e torturada pela Gestapo e depois transferida para várias prisões, até chegar à prisão de Karlsruhe. Na noite de 11 de setembro de 1944, a Gestapo levou Eliane Plewman, Yolande Beekman e Madeleine Damerment para a estação de trem de Karlsruhe para pegarem o trem para Munique. De lá, pegaram um trem local para Dachau, chegando ao campo de concentração por volta da meia-noite. Entre as 8 e 11 horas da manhã de 13 de setembro, Eliane, junto de outras agentes do SOE (Yolande Beekman, Madeleine Damerment e Noor Inayat Khan) foram tiradas de suas celas e forçadas a se ajoelhar no lado de fora do prédio, onde foram executadas com tiros na cabeça pelo carrasco do campo, Wilhelm Ruppert.

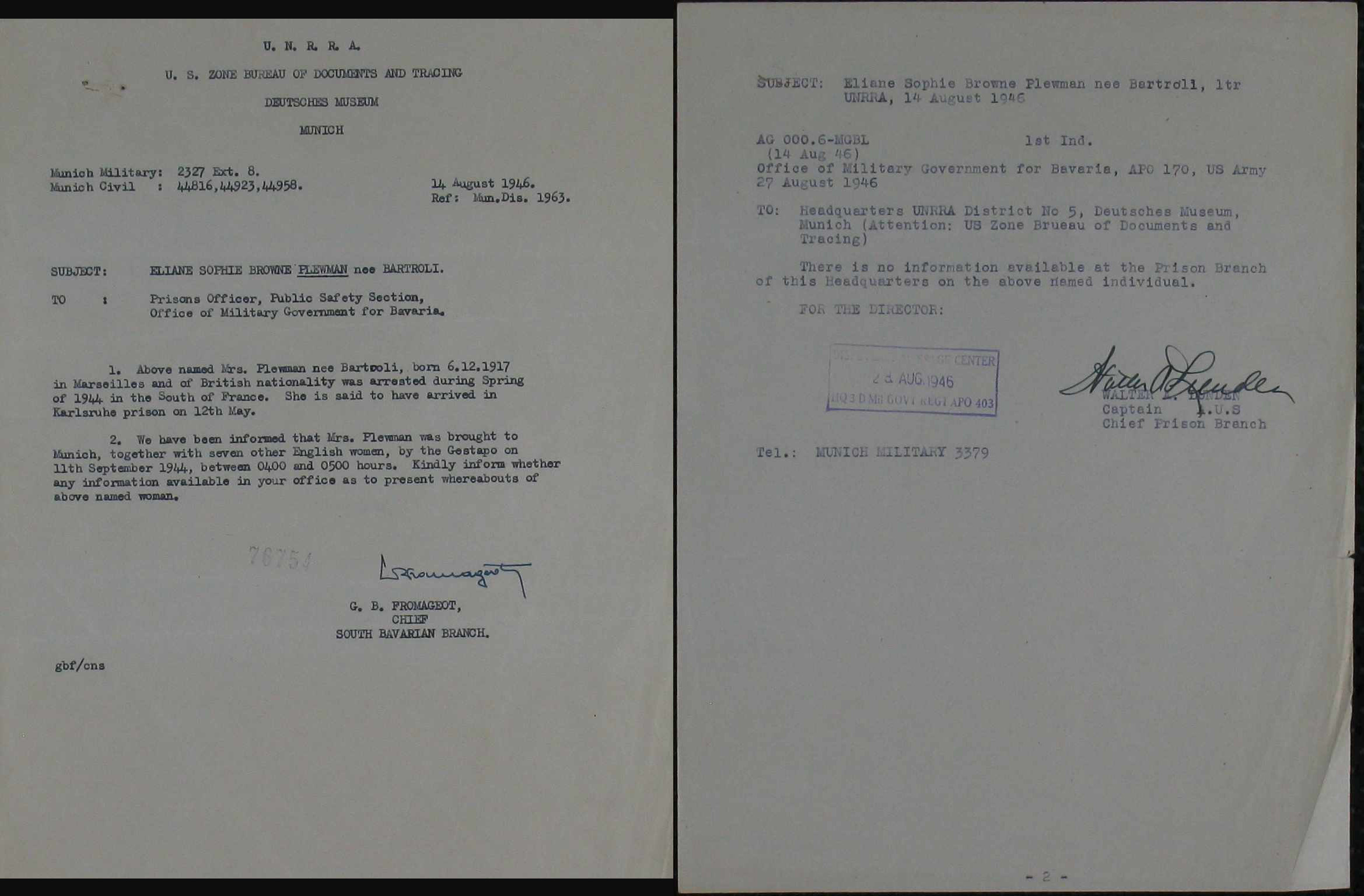
Pedido de pós-guerra e relatório sobre os esforços para localizar Éliane Plewman

O traidor era um francês, de cerca de 36 anos, nascido em Marselha, chamado Emmanuel Bousquet, que possuía ficha criminal por receptação e trabalhava no mercado negro durante a guerra. Foi recrutado pela Gestapo para ser agente duplo, denunciar judeus e fornecer informações vitais sobre a rede de sabotadores que operava na França. Depois da execução, os soldados retiraram as joias e qualquer coisa de valor que as vítimas possuíam. Os corpos foram cremados e as cinzas espalhadas em uma vala comum no campo de Dachau.